# Gordan Jandroković
Gordan Jandroković, hrvaški politik in diplomat, * 2. avgust 1967, Bjelovar, SR Hrvaška, SFR Jugoslavija. 
Od leta 2017 je predsednik hrvaškega sabora. Pred tem je bil od leta 2008 do 2011 minister za zunanje zadeve in evropske integracije, od leta 2010 do 2011 pa podpredsednik vlade v kabinetih premierjev Iva Sanaderja in Jadranke Kosor. 
Jandroković, rojen v Bjelovaru, je leta 1991 diplomiral na zagrebški gradbeni fakulteti in leta 1993 diplomiral na fakulteti za politične vede. 